# Davie Cooper
David"Davie"Cooper, född 25 februari 1956 i Hamilton, Skottland, död 23 mars 1995, Cumbernauld, Skottland, var en skotsk fotbollsspelare.

## Död
22 mars 1995 drabades Cooper av en hjärnblödning och avled dagen efter vid 39 års ålder.